# Danilo I. Petrović-Njegoš
Danilo I. Černohorský (asi 1670 – 11. ledna 1735) (cyrilicí  Данило I Шћепчев Петровић-Његош) byl černohorský vladyka, který v roce 1697 založil dynastii Petrović-Njegoš.
Po koordinaci obranné operace a po vyrovnání zahájil Danilo pro nespokojenost svého lidu první boje proti Osmanské říši v roce 1711. Během své vlády poprvé upevnil politické svazky s Ruskem. V roce 1715 navštívil v Petrohradě Danilo ruského cara Petra I. Velikého a dohodnul obranu Černé Hory proti osmanům a jiné záležitosti. Tyto přátelské vztahy se během jeho nástupců z generace na generaci více upevňovaly. Danilo nechal také opravit a obnovit služby v Cetinjském klášteře. V roce 1732 o sobě hrdě napsal v evangelistickém rukopisu do Péćského patriarchátu tato slova: Danil Njegoš, biskup Cetinjský, vůdce Srbské země.